# INaturalist
iNaturalist este o rețea socială de naturaliști, oameni de știință cetățeni și biologi construită pe conceptul de cartografiere și împărtășire a observațiilor biodiversității pe tot globul. iNaturalist poate fi accesat prin intermediul site-ului său web sau aplicațiilor sale mobile. Începând cu februarie 2021, utilizatorii iNaturalist au contribuit cu aproximativ 66 de milioane de observații asupra plantelor, animalelor, ciupercilor și altor organisme din întreaga lume, iar aproximativ 130.000 de utilizatori au fost activi în ultimele 30 de zile.
iNaturalist se descrie ca fiind „o rețea socială online de oameni care partajează informații despre biodiversitate pentru a se ajuta reciproc să învețe despre natură”, scopul său principal fiind de a conecta oamenii la natură. Deși nu este un proiect științific în sine, iNaturalist este platformă pentru eforturile științifice și de conservare, oferind proiecte valoroase date deschise proiectelor de cercetare, managerilor de terenuri, altor organizații și publicului. Este aplicația principală pentru datele privind biodiversitatea din surse de mulțime în locuri precum Mexic, Africa de Sud și Australia, și proiectul a fost numit „purtător standard pentru aplicații mobile de istorie naturală”.

## Istorie
iNaturalist a început în 2008, în colaborare cu Universitatea din California, Berkeley. Proiectul final al maestrului Nate Agrin, Jessica Kline și Ken-ichi Ueda. Nate Agrin și Ken-ichi Ueda au continuat să lucreze pe site-ul cu Sean McGregor, un web developer. În 2011, Ueda a început colaborarea cu Scott Loarie, cercetător la Universitatea Stanford și lector la UC Berkeley. Ueda și Loarie sunt actualii codirectori ai iNaturalist.org. Organizația a fuzionat cu California Academy of Sciences pe 24 aprilie 2014. În 2017, iNaturalist a devenit o inițiativă comună între Academia de Științe din California și National Geographic Society.
Din 2012, numărul participanților și observațiilor s-a dublat aproximativ în fiecare an. În 2014, iNaturalist a ajuns la 1 milion de observații și în februarie 2021 au existat 66 de milioane de observații.